# Amor als Sieger
Amor als Sieger ist ein Gemälde des italienischen Barockmalers Caravaggio. Das 156 × 113 cm messende Ölbild auf Leinwand entstand 1602 und befindet sich seit 1815 in der Gemäldegalerie der Staatlichen Museen zu Berlin. Ein lateinischer Alternativtitel ist Amor vincit omnia.

## Inhalt und Technik
Ein nackter, dunkel geflügelter Amor in Gestalt eines halbwüchsigen Jünglings sitzt auf einem, von einem Tischtuch größtenteils verhüllten, Himmelsglobus. Rechts und links, sowie ihm zu Füßen, liegen Musikinstrumente und ein Notenheft, Zirkel und Winkel, ein Kronreif, ein Stab, eine purpurne Draperie, ein Buch mit Federkiel, ein Lorbeerkranz und Teile einer Rüstung. In der rechten Hand hält er einen Bogen und zwei Pfeile: einen roten (eigentlich goldenen), der die Liebe hervorruft und einen schwarzen (bleiernen), der sie zum Erlöschen bringt. Sein Kopf ist nach links geneigt. Die Pose wirkt instabil: Er stützt die Zehenspitzen des rechten Fußes auf den Boden, während er sein linkes Bein auf den hüfthohen Tisch anwinkelt. Die Beine sind so weit gespreizt, dass sogar der Schritt sichtbar wird. Die linke Hand ist auf den Rücken gedreht – die schmutzigen Zehennägel sind dagegen ein typisches realistisches Detail.
Der Künstler verwendet gebündeltes Licht und kontrastreiches Helldunkel und lässt so sein Motiv besonders plastisch erscheinen. Es dominieren halbbunte Farben wie Braun, Oliv und Caput mortuum (violettstichiges Rot) mit Verbindungen zu Rot, Gelb und Blau.

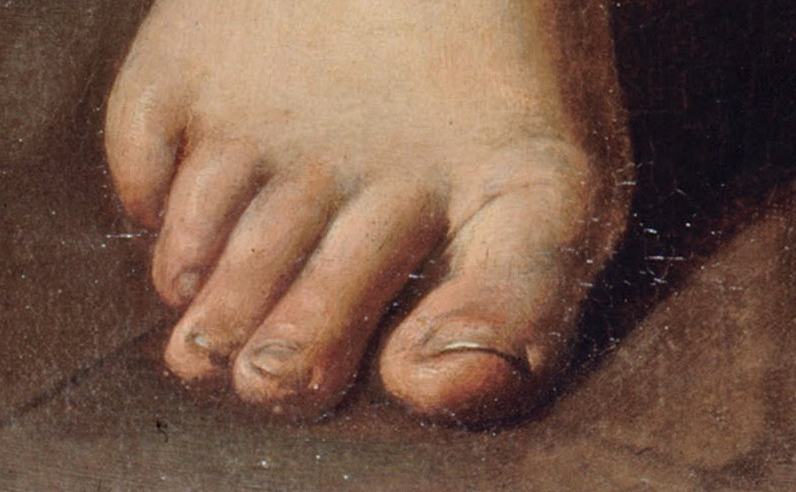
Die Zehen des rechten Fußes
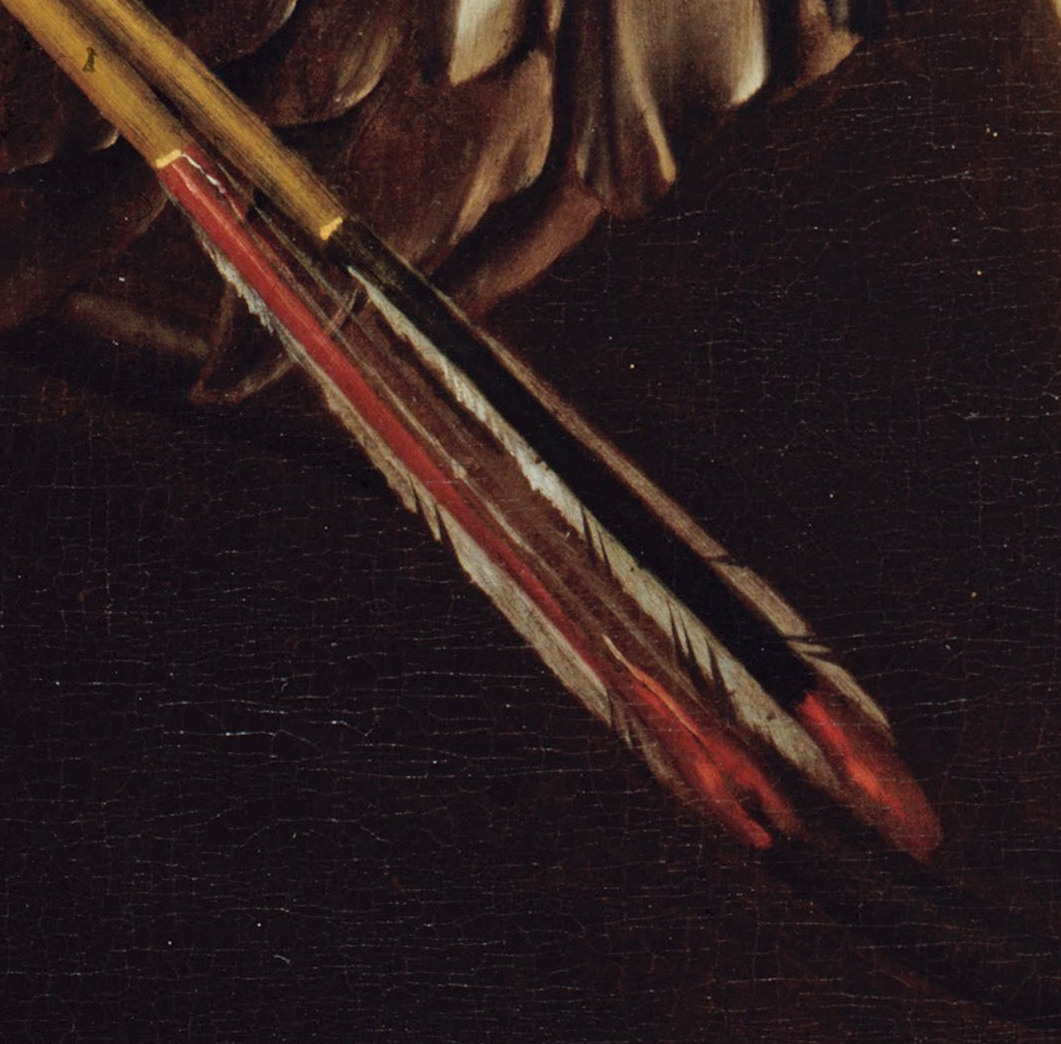
Die gefiederten Enden der Pfeile
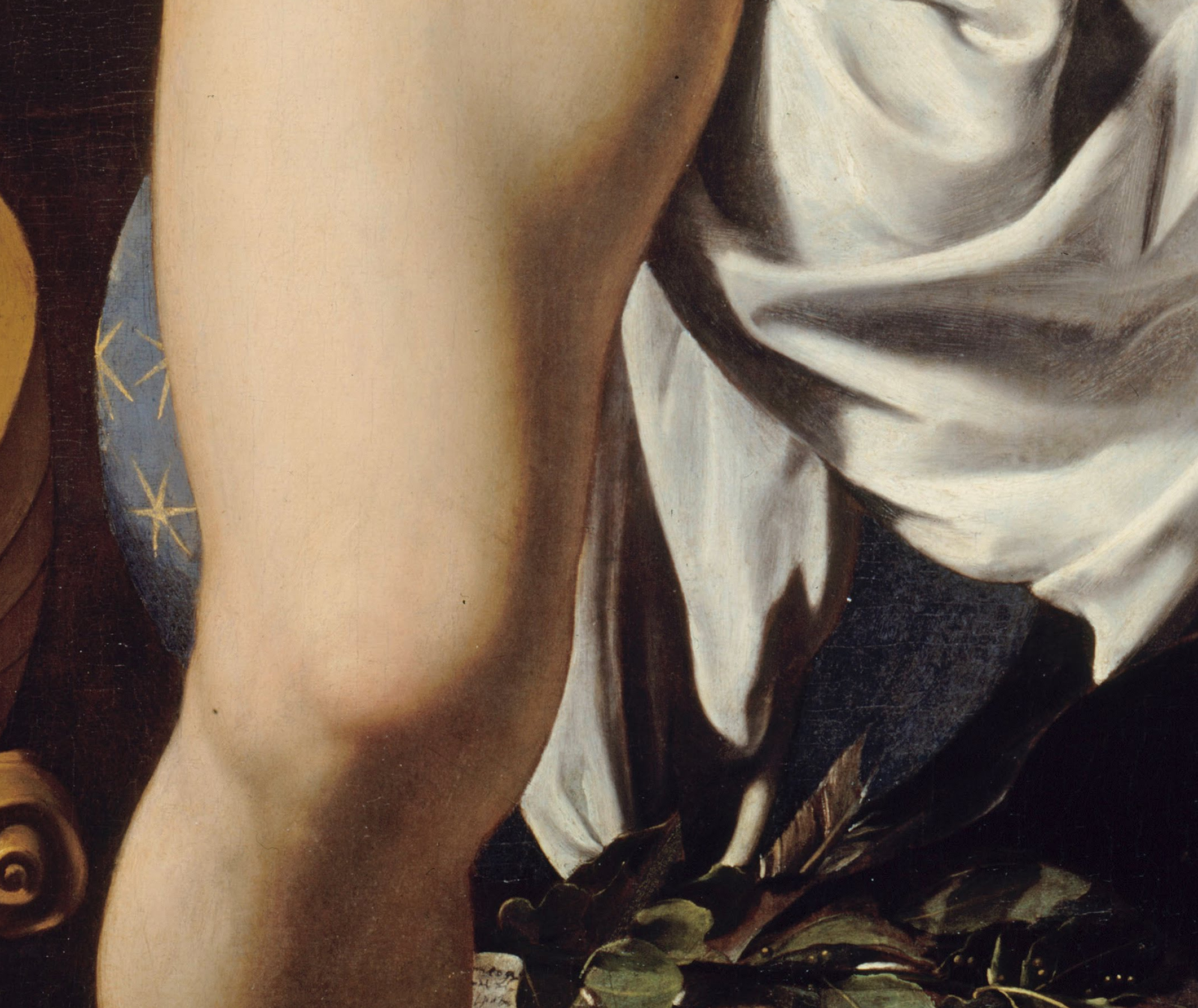
Das rechte Knie mit dem Himmelsglobus im Hintergrund

## Deutung und Geschichte

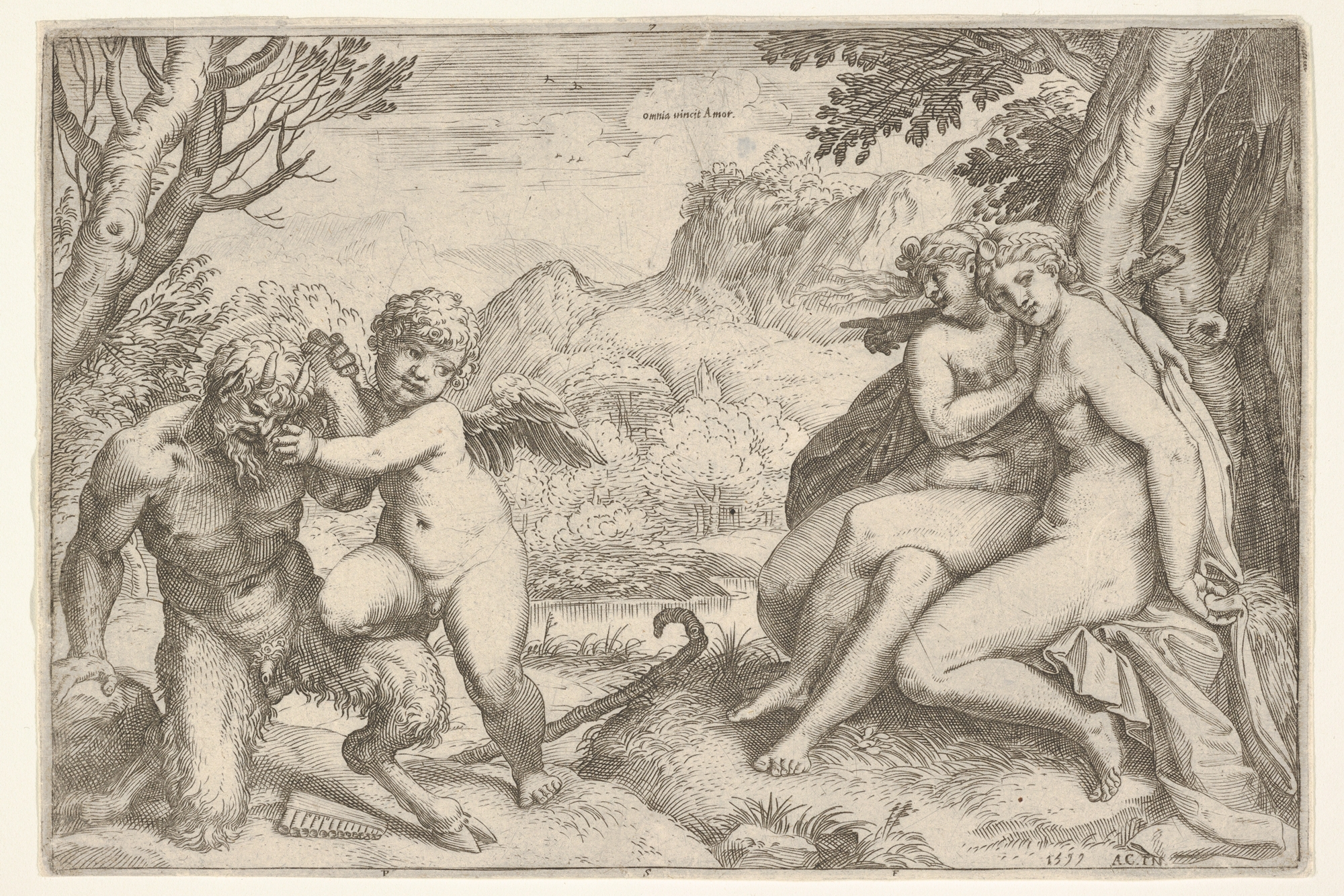
Agostino Carracci: Omnia Vincit Amor (1577)

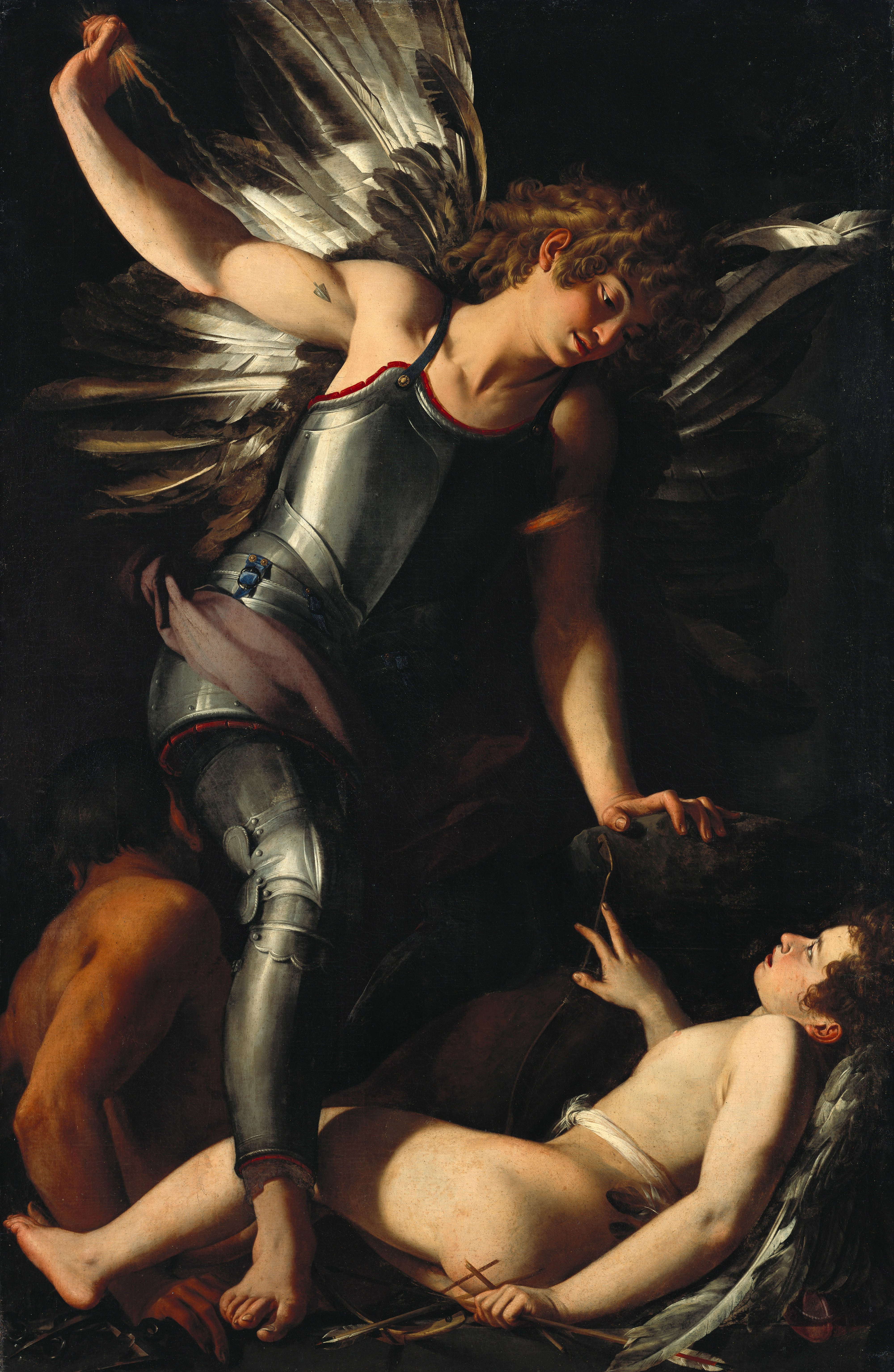
Giovanni Baglione: Der himmlische Amor besiegt den irdischen Amor (1602/03, Berliner Gemäldegalerie)

Die Darstellung des siegreichen Amors hat ihren Ursprung im Triumph des Eros über den Pan. Der Name Pan steht in überlieferter Deutung für „All“, „alles“. Liebe besiegt also alles, wie auch der Alternativtitel Amor vincit omnia sagt. Die Sehne des Bogens ist gerissen – die Waffe hat ihren Zweck erfüllt. Der überwundene Pan wird durch die Symbole der weltlichen Macht, der Kunst und der Wissenschaft vertreten. Dadurch wird die Botschaft der Allmacht der Liebe zeitloser und leichter verständlich. Amors Sitz ist ein Himmelsglobus – sein Sieg reicht also über das Irdische hinaus. Die provozierende Nacktheit ist jedoch nicht göttlich, sondern bleibt rein auf das Modell bezogen. Auch dies ist eine Verdinglichung, ebenso wie die Gegenstände, die Pan ersetzen.
Der lateinische Titel geht auf eine Ekloge des Vergil zurück: Omnia vincit amor: et nos cedamus Amori. Nach der Übersetzung Michael von Albrechts: Alles besiegt Amor; so wollen denn auch wir uns Amor fügen!  (Eclogen 10,69, Bucolica)
Auftraggeber war Vincenzo (Marchese) Giustiniani.
In einem Gegenstück von Giovanni Baglione ertappt der „himmlische Amor“ den „irdischen Amor“ mit einem Dämon. Der gerüstete Angreifer hat Ähnlichkeit mit dem Erzengel Michael und hält in der rechten Hand ein rot glühendes Strahlenbündel. Der irdische Amor hält in der linken Hand zerbrochene Pfeile und fasst mit der rechten Hand seinen Bogen. Er wendet sein Gesäß andeutungsweise zum Betrachter und hält in dessen Nähe die Pfeile, was Victoria von Flemming als Hinweis auf Homosexualität deutet.
Joachim von Sandrart beschrieb Caravaggios Gemälde 1675 in seiner Teutschen Academie. Von ihm stammt die Einschätzung des Alters auf ungefähr zwölf Jahre. Sandrart berichtet, dass das Bild auf seinen Rat hin bei einer Gemäldeschau mit grünem Samt verhüllt und erst am Ende, als alle anderen Gemälde betrachtet waren, freigegeben wurde: … weil es sonsten alle andere Raritäten unansehentlich gemacht/ so daß es mit guten Fug eine Verfinsterung aller Gemälden mag genennet werden [...]
Das Bild gelangte 1815 nach der Auflösung der Sammlung Giustiniani nach Berlin. als es der preußische König Friedrich Wilhelm III. zusammen mit Bagliones „Himmlischen Amor“ und 156 anderen Werken der Sammlung ankaufte, um Berlins Anspruch als Kunsthauptstadt zu unterstreichen.
Im Zuge der durch die Edathy-Affäre angestoßenen Diskussion über Kinderpornographie geriet Caravaggios Gemälde in die Kritik. In einem Offenen Brief an die Berliner Gemäldegalerie wurde 2014 die Darstellung des Knaben aufgrund der Obszönität der Szene und des Alters des Modells als anstößig verurteilt und die Forderung laut, dem Bild seine öffentlichkeitswirksame Position zu entziehen. Museumsleiter Bernd Lindemann wies die Vorwürfe unter Berufung auf die Kunstfreiheit entschieden zurück und bezeichnete die angemeldeten Forderungen als absurd. Das Gemälde hängt immer noch.